# El detectiu i la doctora
El detectiu i la doctora (títol original en anglès: They Might Be Giants) és una pel·lícula estatunidenca d'Anthony Harvey, estrenada el 1971. És una comèdia inspirada en Sherlock Holmes i el Quixot, d'aquí el nom original. Va rebre una nominació al BAFTA al millor actor per George C. Scott. Ha estat doblada al català.

## Argument
Justin Playfair fa de Sherlock Holmes des de la mort de la seva dona.
Quan el seu germà Blevins vol col·locar-ho en un hospital psiquiàtric, Justin es fa notar per la psiquiatra pels seus estris del famós detectiu i el seu esperit de deducció. Quan Justin s'assabenta que la psiquiatra es diu Mildred Watson, comença una pila de peripècies.

## Repartiment
- George C. Scott: Justin Playfair
- Joanne Woodward: Doctor Mildred Watson
- Jack Gilford: Wilbur Peabody
- Lester Rawlins: Blevins Playfair
- Al Lewis: el missatger
- Rue McClanahan: Daisy Playfair
- Ron Weyand: Doctor Strauss
- Oliver Clark: M. Small
- Theresa Merritt: Peggy
- Jenny Egan: Miss Finch